# へっつい盗人
へっつい盗人（へっついぬすと）は、古典落語の演目の一つ。竃盗人とも表記。同演題では、上方で広く演じられる。東京ではへっつい泥棒（へっついどろぼう）の題で演じられる。

## 主な演者
初代桂春團治が得意ネタとしたことで知られ、のちの演じ方のスタンダードを成立させた（後述）。

### 物故者
- 二代目桂春團治
- 二代目三遊亭百生
- 二代目露の五郎兵衛
- 三代目笑福亭仁鶴

### 現役
- 笑福亭福笑
- 笑福亭笑助

## あらすじ
以下は上方での演じ方に準じる。
喜六と清八が、共通の友人宅の宿替え（＝引越し）祝いをどうするか思案しているが、話がまとまらない。清八が「値が安うて、場のある（＝大きい）もんがええな」というと、喜六が「カンナくず、俵に詰めたら……」とまぜ返す。「そんなもん火事の元や。今はいらんけど、あとで『ああ、あってよかった』と喜ばれるやつ」「棺桶か?」「アホか、このガキ。もろて（＝もらって）びっくりするやつや」「ダイナマイト」「宿替えしたての家（うち）ふっ飛ぶがな。むこうの嫁はんに、『今度の家はどないや?』ちゅうて聞いたら、『へっついさん（＝かまど）が具合悪うおますのン』と言うてきた。わいとお前で、へっついさん祝おか。こないだ丼池（どぶいけ＝丼池筋）の道具屋にええのがあったが、わいとお前は銭がない。どうや、道具屋のオッサンとこ行て、ちょっと借りて来（こ）よやないか」「訳言うて借りて来（く）ンのか?」「夜、オッサンが寝静まってるスキに借りて来よかいな、と」「それ、盗人と違うか? 見つかったらえらい目に合わンならん」「どうもあるかい。そうなったら覚悟決めて、うっとこ（＝俺の親類）のオッサンとこの別荘行こやないか。この間まで天満の堀川にいたはった（＝おられた）んやが、『方角悪いから』いうて堺に宿替えした。レンガ作りの洋館でな、塀が高い」「電車で行くのんか?」「むこうから車で迎えに来はる」「……それ監獄（＝大阪刑務所）と違うか? わい監獄は嫌いや」「誰かて嫌いじゃ。そンだけの覚悟で行け、いうこっちゃ。ほたら（＝それでは）、晩にもっぺん（＝もう一度）来い」
夜が更け、清八の長屋の戸を、喜六が大きくたたき、「おーい、ぼちぼち道具屋にへっついさん盗みに行こか」と叫ぶ。清八はあわてて押しとどめ、喜六に天秤棒と縄を持たせ、丼池筋へ向かう。
ふたりが丼池筋へさしかかると、清八は喜六に「お前、この天秤棒の前棒かつげ。わいは後ろをかつぐ。わいが『よい、よい、よとさ』と声をかけたら、お前は『よと、さと、よいよい』と返せ。重いモンをかつぐ仕事しとるように見せかけて、怪しまれんようにするんや。道具屋の前まで来たら、『ここらで一服しようか』と言うさかい、お前は『しよう、しよう』と言え。一服してるふりをしてる間にへっついさんを荷造りして、かたげて（＝かついで）帰ってくるさかいな」と吹き込む。さっそく始めるが、清八が「よい、よい、よとさ」と声をかけると、喜六は「よと、さと、よいよい。天満のオッサン、堺へ宿替え」などとふざけるので、清八は不安になる。
道具屋へ着き、清八が「おい、ここらで一服しようか」と言うと、喜六は「しよう、しよう。へっついさんのねき（＝そば）で」と大声で言う。清八は「いらんこと言わんでええ。竹の垣（＝柵）あるやろ。このむこうにへっついさんあるさかい、お前、音ささんように、どけえ（＝動かせ）」と喜六に命じる。喜六は慎重に垣を動かすが、大きな音が出てしまう。さらに、防犯のために垣に仕掛けられたひもによって、石灯籠の頭が落ち、喜六は驚いた拍子に三輪車のラッパを手で押さえてしまう（※演者はこのシーンを、擬声語をふんだんに使ってコミカルに演じる）。
清八は気を取り直してへっついを発見し、荷造りのために喜六に縄を結ばせようとして、へっついを持ち上げるが、喜六は「ションベンしてくる」と言い残し、店先へ出て長い小便をする。清八はへっついを持ったまま待たされ、大きくいら立つ。喜六が小便を終えて、やっと荷造りに取り掛かるが、無駄話をするため、一向にはかどらない。清八は我慢ができず、喜六の足の上にへっついを落としてしまう。喜六は痛みのあまり絶叫する。清八が「静かにせえ、ボケ! カス! アホンダラ!」となじると、喜六は、「ポンポン言うな! そら、俺はアホや。そやけど、こんなアホ連れてへっつい盗みに来るお前もアホじゃ!」と怒り出し、
「お前と俺とどっちがアホか、オッサン起こして聞いてみよう」
※多くの演じ方では、ここで「ワアワア言うております。おなじみのへっつい盗人でございます」と言って噺を切る。
ふたりはへっついをかつぎ、店を出る。騒ぎをすべて聞いていた道具屋の主人はひそかにふたりのあとをつけて、清八の長屋の場所を確認し、翌朝、何食わぬ顔でふたりのもとをたずね、書き付けを見せて、代金を要求し、いくらかの金額を回収したうえ、服を奪う。ふたりは嘆きながら、
「ああ、これも、へっついさんなぶった（＝粗末に扱った）たたりや」（＝かつて、かまどを丁寧に扱わないものには祟りが訪れる、という俗信があった）

## バリエーション
- 6代目笑福亭松鶴は4代目枝鶴時代、道具屋の主人が喜六だけを捕まえ、「お前の知恵ではあるまい」となじると、喜六が「たきつけられました」と言う、というへっついにちなんだサゲを演じたことがある[1]。

## エピソード

### 初代桂春團治の「へっつい盗人」
初代桂春團治がSPレコードに複数回録音した『へっつい盗人』が今日演じられている型である。喜六と清八が口論するシーンで切る演じ方は、SPレコードの非常に短い再生時間の制約で生まれたものである。
初代春團治は録音を通じて以下のようなクスグリを創作した。
- 冒頭部、清八が「何か祝いしたいんやけど。どんなンがええやろ?」と問うと、喜六が「どうでっしゃろ、地震の子なんか」と答える。清八が「おい、地震の子? そんなんどこにあンねん」と訊きただすと、喜六は「さあ、横浜にいうて（＝注文して）やってね、2匹くらい小包で送らして……」と答える。この奇抜な会話は関東大震災をテーマにしたものである。
- 清八の言う「堺のオッサン」について、喜六が「何かくれますか」と訊く。清八が「時計くれよンで」と答えると、喜六は「やはり金時計でっか」と喜ぶ。清八はそれをたしなめ、「アホ、ムキトケイ（＝無期徒刑）じゃ」
- 夜、盗みに集合する際、喜六が「盗人の開店祝い」と称して、長屋の家主宅から盗んだモーニングを着てくる。
- 擬声語を用いるクスグリは、初代春團治が考案した。
  - カラッ、カラコロカラコロカラコロカラ（竹の垣を動かす音）
  - カラ、カッチンカッチン、ドンガラガッチャ、プップウ（垣を動かした拍子に石灯籠の頭が落ち、三輪車のラッパを押さえてしまう音） - このあと清八が「おい、何でふたつ『プップウ』やねん」と訊くと、喜六が「あんましええ音やったさかい、もう一回鳴らした」と答える。
  - ジャジャー、ジャージャージャアアアア。ポトン、チョピン（道具屋の店先で小便をする音）

柳家金語楼は来阪した折、初代春團治が『へっつい盗人』を演じた現場に立ち会い、小便の擬声語を聞いて感動したといい、以下の証言を残した。
- 「私あの話を聞きましてほとほと舌を巻きましたね」「時間計ったらあの小便している間がレコード一枚分たっぷりある。私、東京へ帰ってこれを寄席で試しにやってみましたが一分とももたない。客を飽きさせないで、あれを三分間もやれるというのはよっぽど味のある名人芸でなきゃできませんよ[3]」